# Парламентские выборы во Франции (1902)

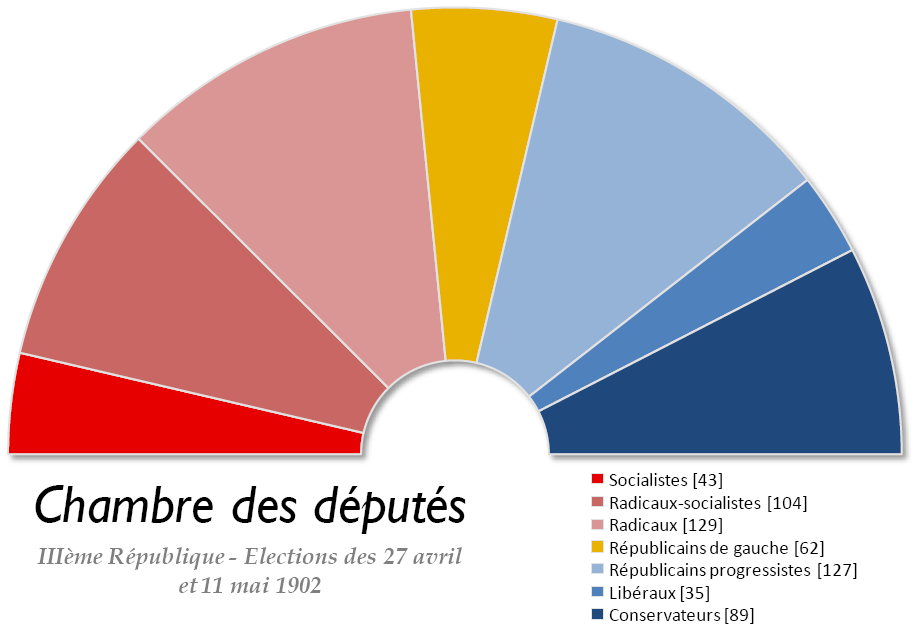
Парламентские Места после выборов

Парламентские выборы во Франции 1902 года были 8-ми парламентскими выборами Третьей республики и первыми в XX веке. Они проходили 27 апреля (первый тур) и 11 мая (второй тур). Левые получили подавляющее большинство: 465 из 589 мест.

## Результаты
| Партия                                     | Места |
| ------------------------------------------ | ----- |
| Французская секция Рабочего Интернационала | 43    |
| Радикал-социалисты                         | 104   |
| Радикалы                                   | 129   |
| Независимые социалисты                     | 127   |
| Независимые радикалы                       | 67    |
| Народно-либеральное действие               | 89    |
| Либералы                                   | 35    |
| Всего                                      | 589   |